# دلقک (فیلم ۲۰۱۴)
دلقک (به انگلیسی: Clown) یک فیلم ترسناک آمریکایی به کارگردانی جان واتس با بازی لورا آلن، اندی پاورز و پیتر استورارای محصول سال ۲۰۱۴ است.
این فیلم در تاریخ ۱۳ نوامبر ۲۰۱۴ در ایتالیا منتشر شد و در روز ۲ مارس ۲۰۱۵ در بریتانیا و در ایالات متحده در تاریخ ۱۷ ژوئن ۲۰۱۶ توسط کمپانی؛ دایمنشن فیلمز منتشر شد.

## داستان
فیلم دربارهٔ یک پدر مهربان هست که برای تولد فرزندش، یک لباس دلقکِ بسیار بامزه را خریداری می‌کند. اما او خبر ندارد که این لباس، توسط نیروهای مرموزی احاطه شده‌است که…

## بازیگران
- لورا آلن … مگ مک کوی
- اندی پاورز … کنت مک کوی
- پیتر استورماره … هربرت کارلسون
- الیزابت ویتمر … دنیس
- کریستین دیستفانو … جک مک کوی
- چاک شاتاما … والت
- رابرت رینولدز … دکتر مارتین کارلسون

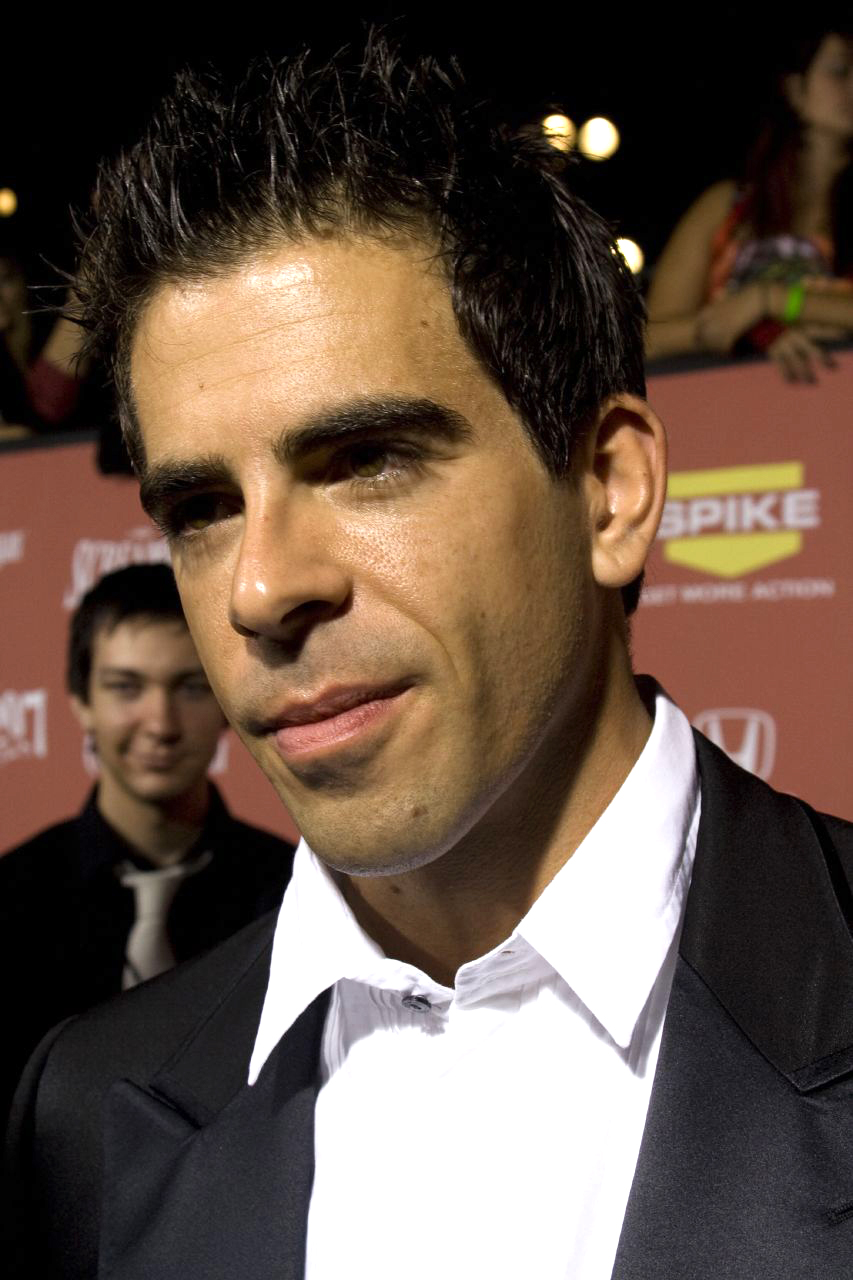
الی راث تهیه‌کننده فیلم و نقشی دارای کمدی کوتاه به عنوان دلقک.

- لوکاس کلی … کلتون
- مایکل رایدوو … رابی
- متی استفیوک … کارآگاه
- میلر تیملین … کمپر
- الی راث … دلقک

## تولید
فیلم‌برداری اصلی در نوامبر ۲۰۱۲ در اتاوا انجام شد.